# Белгийски френски език
Белгийският френски език е разновидност на френския, говорена от френски говорещите в Белгия, наред с местни езици като валонски, пикардски, шампански и гоме. Белгийският френски и френският, говорен във Франция, са почти идентични с малки лексикални различия, които се дължат на няколко причини:
- влияние на валонския език и фламандските диалекти, както и на нидерландския и немския, които също са официални езици в Белгия
- регионализми – фактът, че Белгия е политически отделена от Франция, освен през кратък период по времето на Наполеон, е пречка за развитието на общ стандартен език; това се проявява най-вече в области като храненето и държавното управление

Едно видимо различие между белгийския и швейцарския френски от една страна и стандартния френски от друга е използването на думата septante за седемдесет, вместо soixante-dix (буквално 'шестдесет-десет'), и на nonante за деветдесет, вместо quatre-vingt-dix (буквално 'четири-двадесет-десет'). За разлика от швейцарския френски в белгийския не се използва huitante за осемдесет, а стандартното quatre-vingt ('четири-двадесет').
Разлика, често намирана смешна или изненадваща от говорещите други варианти на френския, е използването на глагола savoir вместо pouvoir за изразяване на способност. В другите варианти на френския savoir означава само „знам“.
Друга интересна разлика е значението на думите déjeuner и dîner („обяд“ и „вечеря“ в стандартния френски). Déjeuner означава буквално прекъсване на поста, т.е. закуската, която се яде сутрин. Обаче френският крал Луи XIV имал навика да става по обяд и затова закуската заела мястото на обяда, както на практика, така и в речника (аналогично обядът, dîner, се изместил вечерта). Тъй като прислужниците на краля все още трябвало да стават рано, те имали „малка закуска“ – petit déjeuner. Френските благородници бързо приемат промените, разпространявайки новата употреба на думата déjeuner, но днешна Белгия, която не е част от Франция, запазва първоначалното значение на двете думи (същото става и в швейцарския и квебекския френски).
Между двата варианта на езика има и известни разлики в произношението, но те не са особено значителни. Най-важната от тях е, че буквата w в белгийския вариант почти винаги се произнася като „у“, докато в стандартния френски обикновено е като „в“.